# Klipprostmossa
Klipprostmossa (Marsupella emarginata) är en bladmossart som först beskrevs av Jakob Friedrich Ehrhart, och fick sitt nu gällande namn av Barthélemy Charles Joseph Dumortier. Klipprostmossa ingår i släktet rostmossor, och familjen Gymnomitriaceae. Arten är reproducerande i Sverige. Inga underarter finns listade i Catalogue of Life.